# 黎塞留大厅
黎塞留大厅（Salle Richelieu，發音：[sal ʁiʃ(ə)ljø]）是法兰西喜剧院的主要演出剧场，位于巴黎第一区的巴黎皇家宮殿内。它建于1786–1790年，由建筑师维克托·路易（Victor Louis）设计，设有 862 个座位。

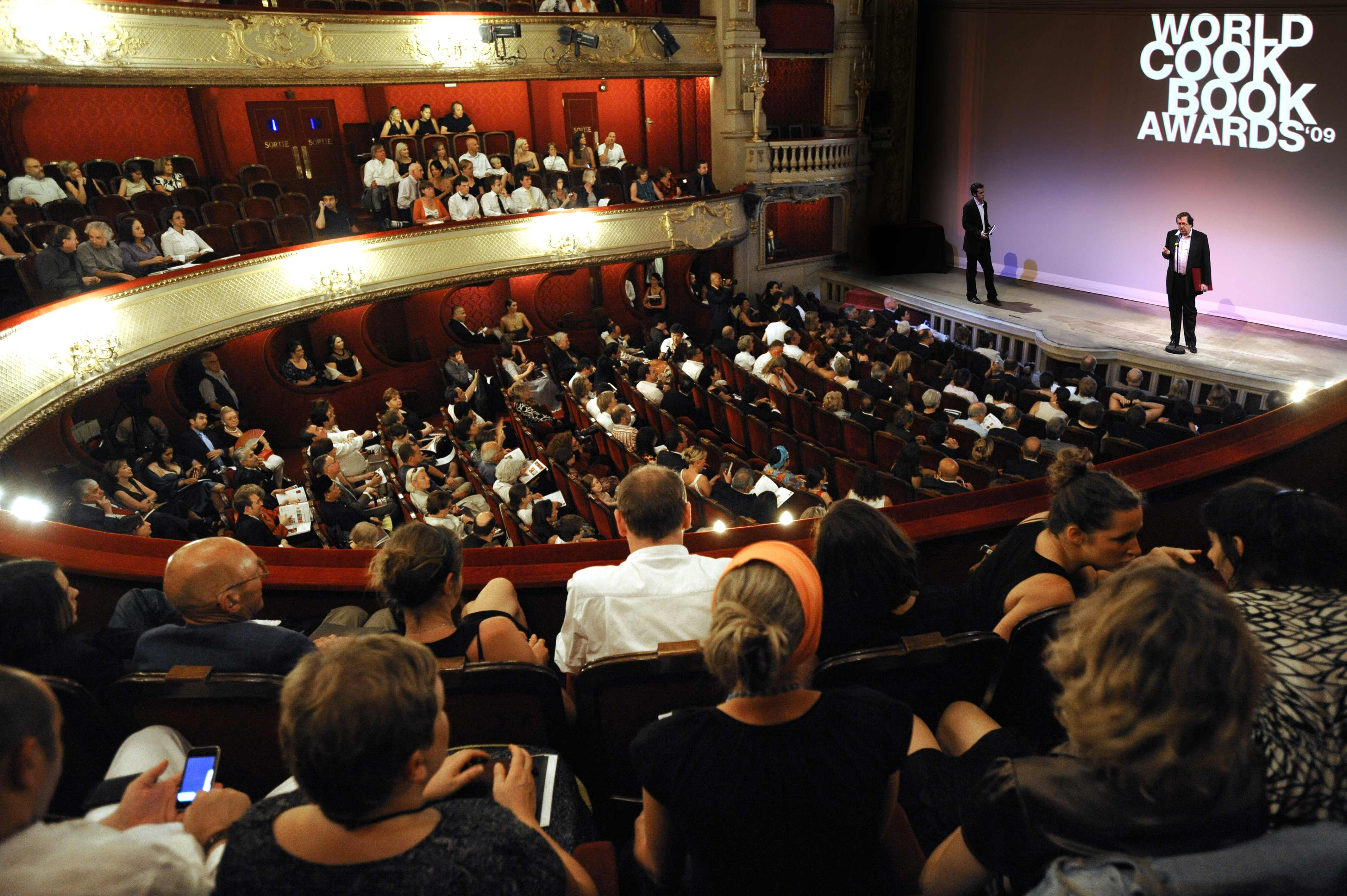
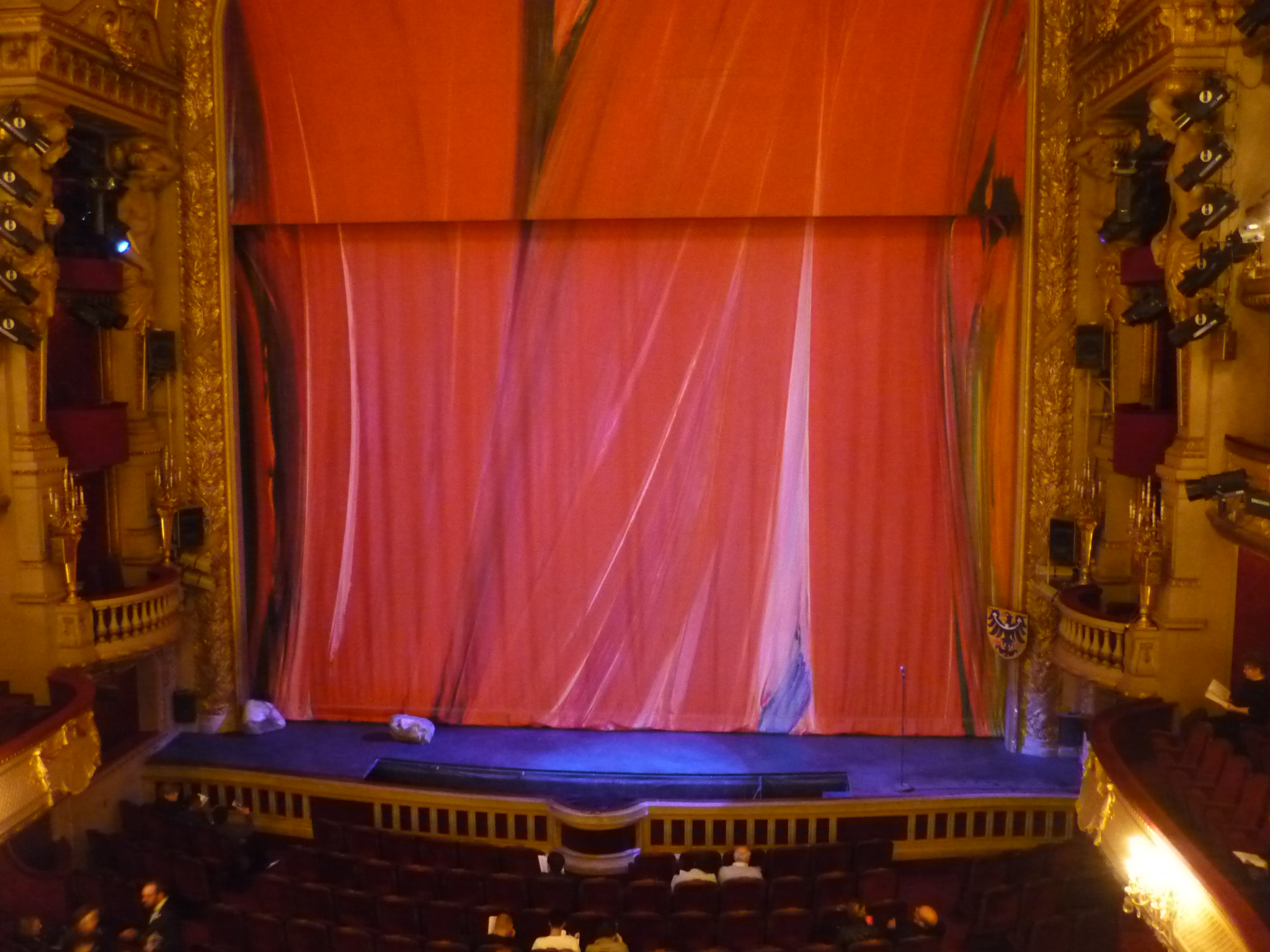
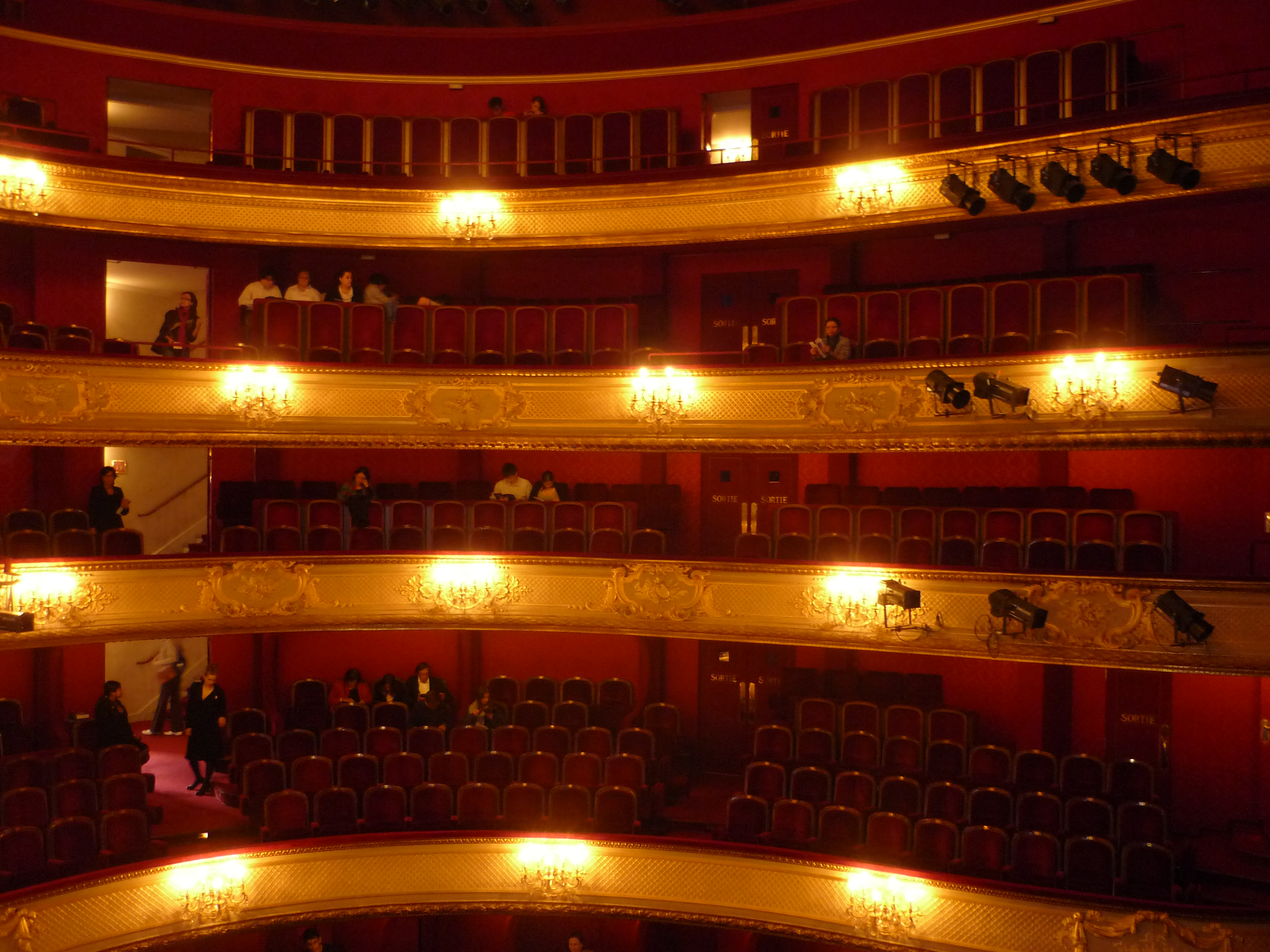
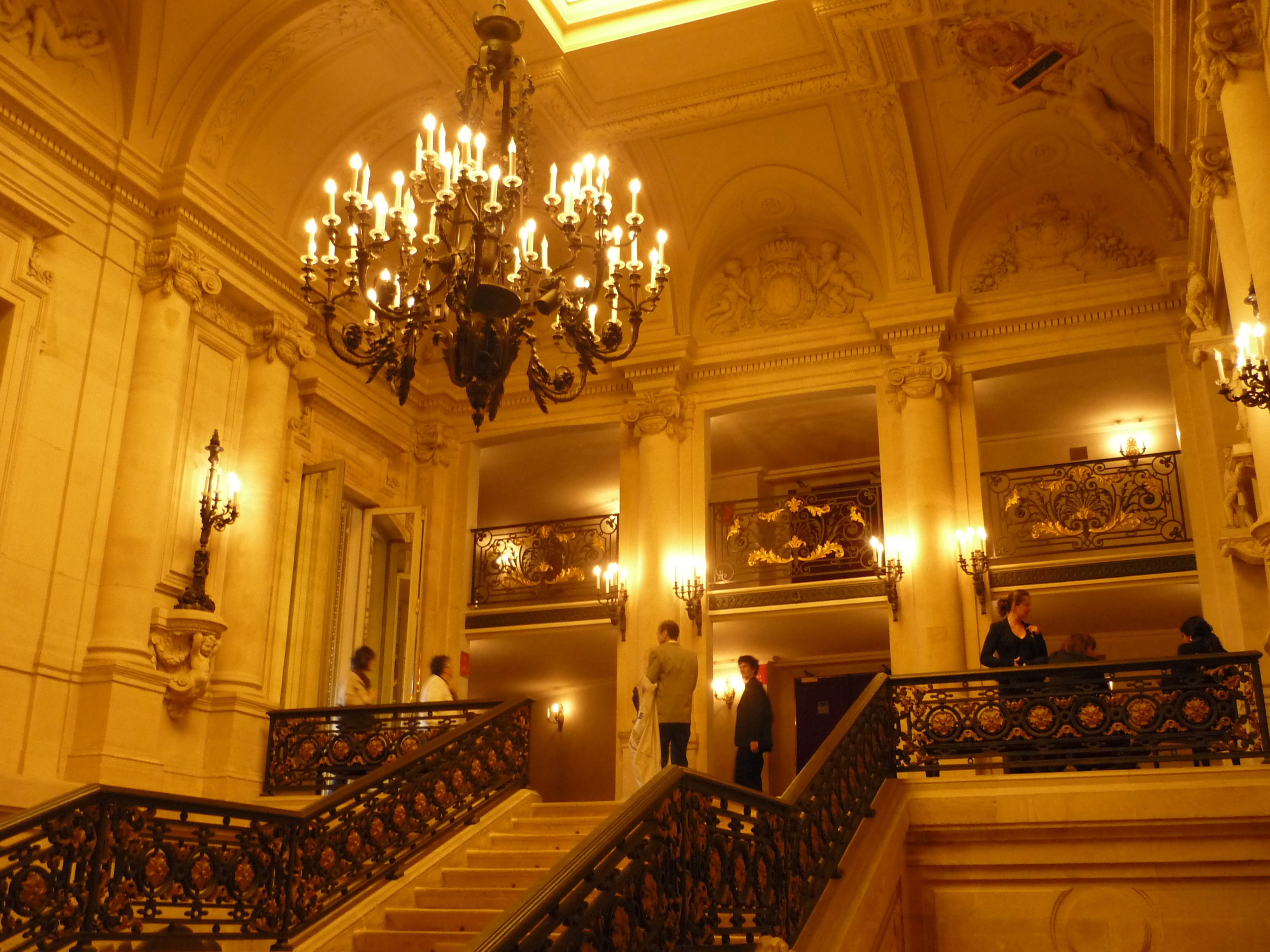
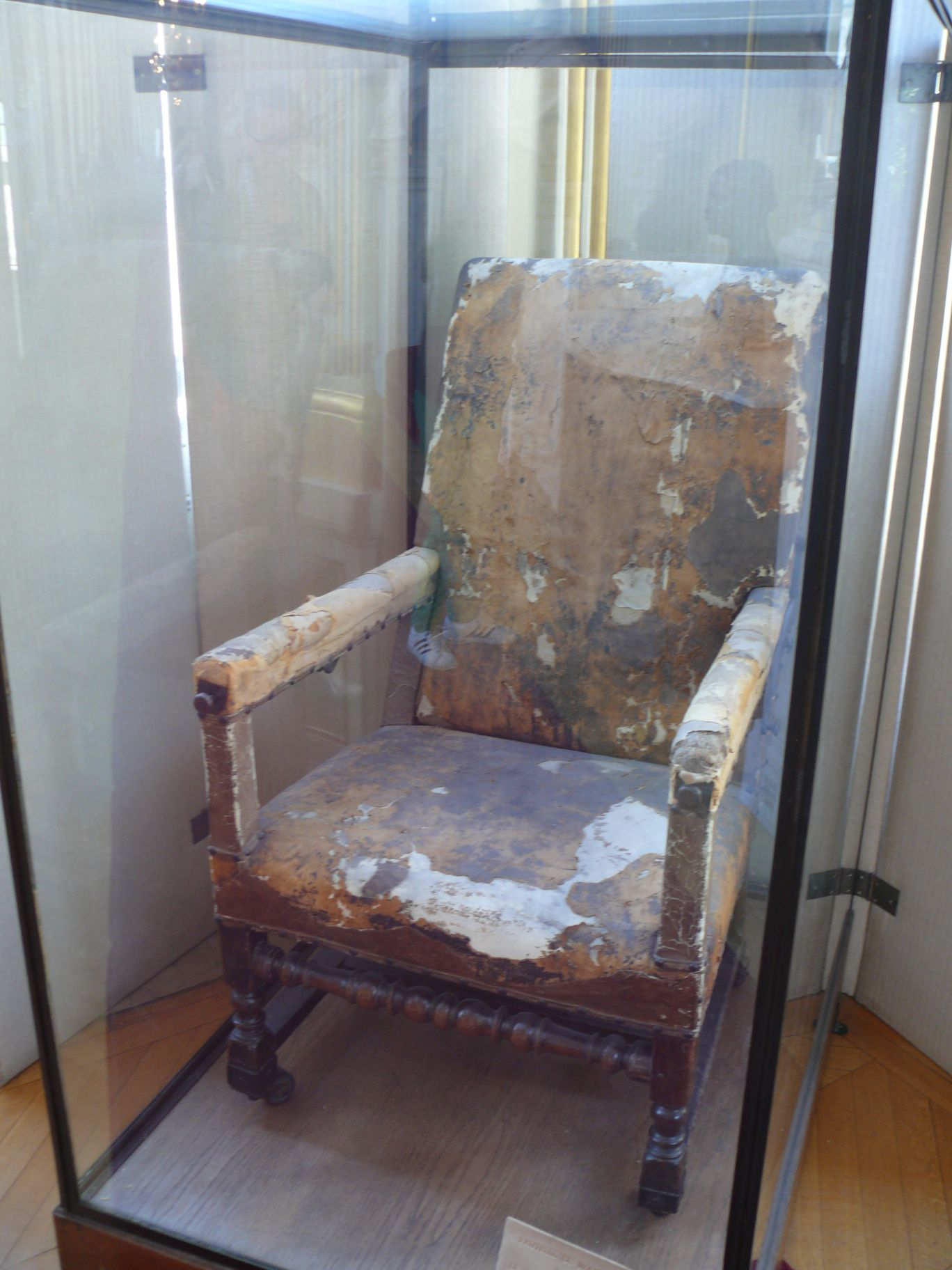

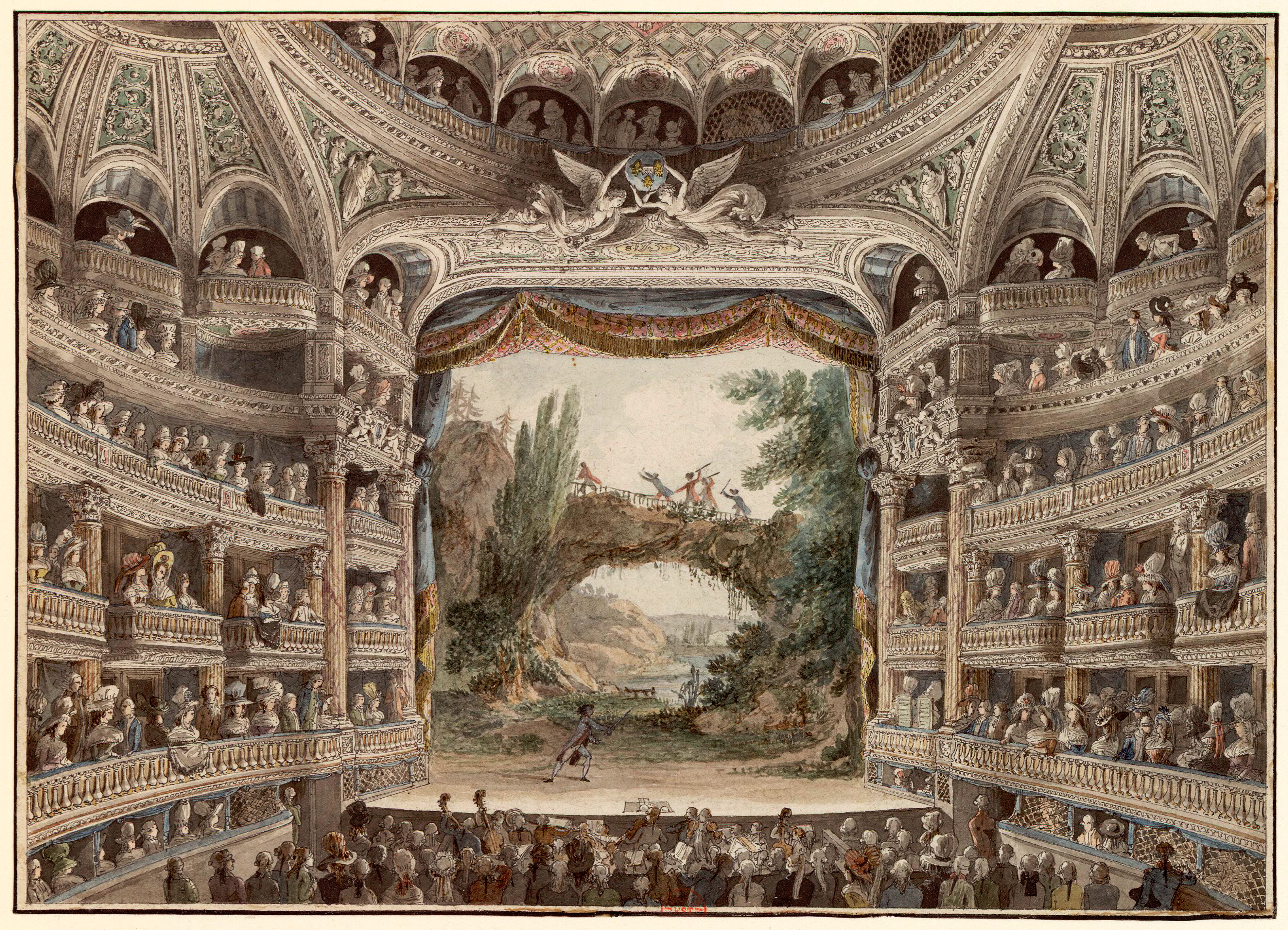
1790年，维克托·路易设计
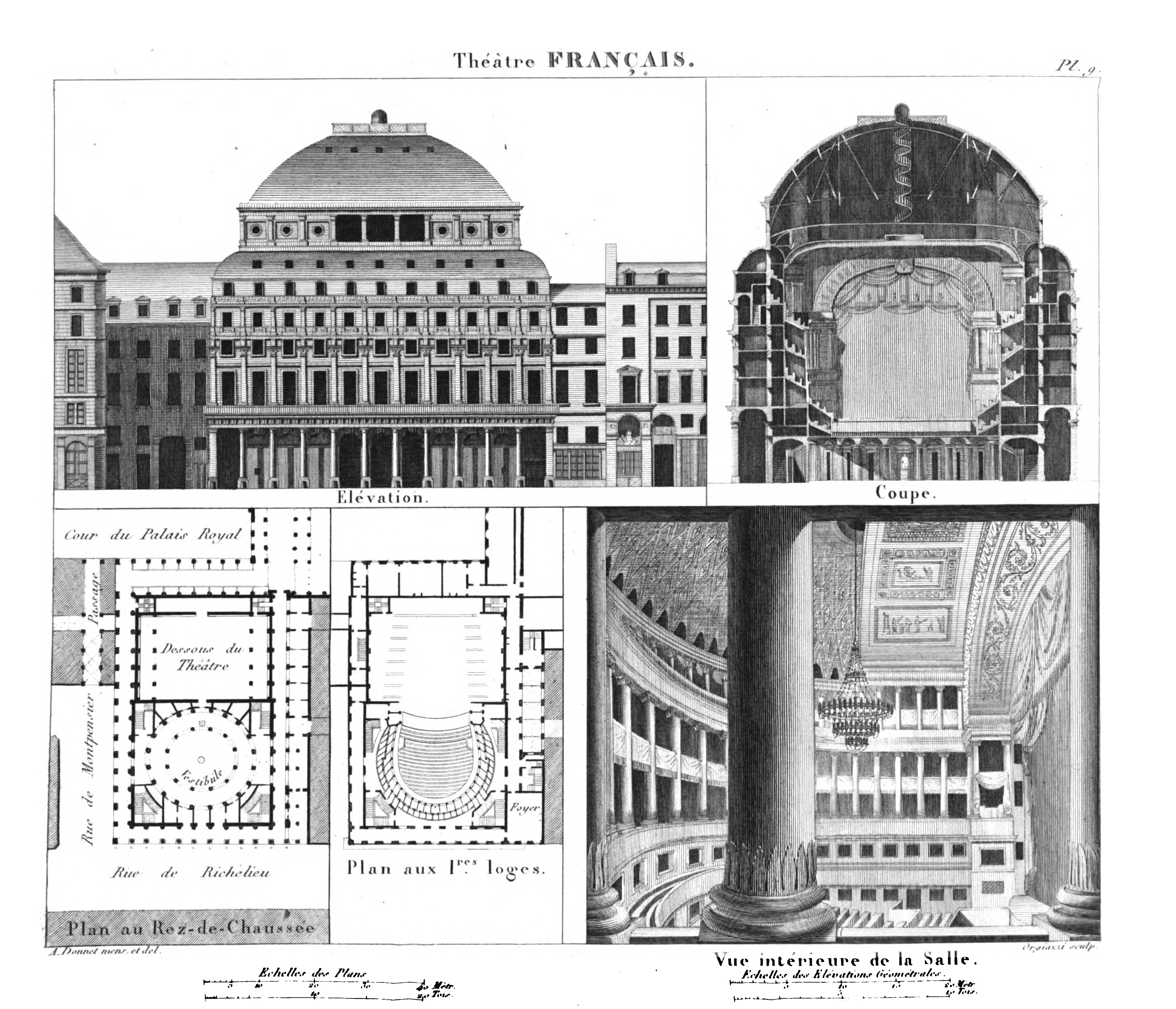
1798年亚历山大·莫罗改建后
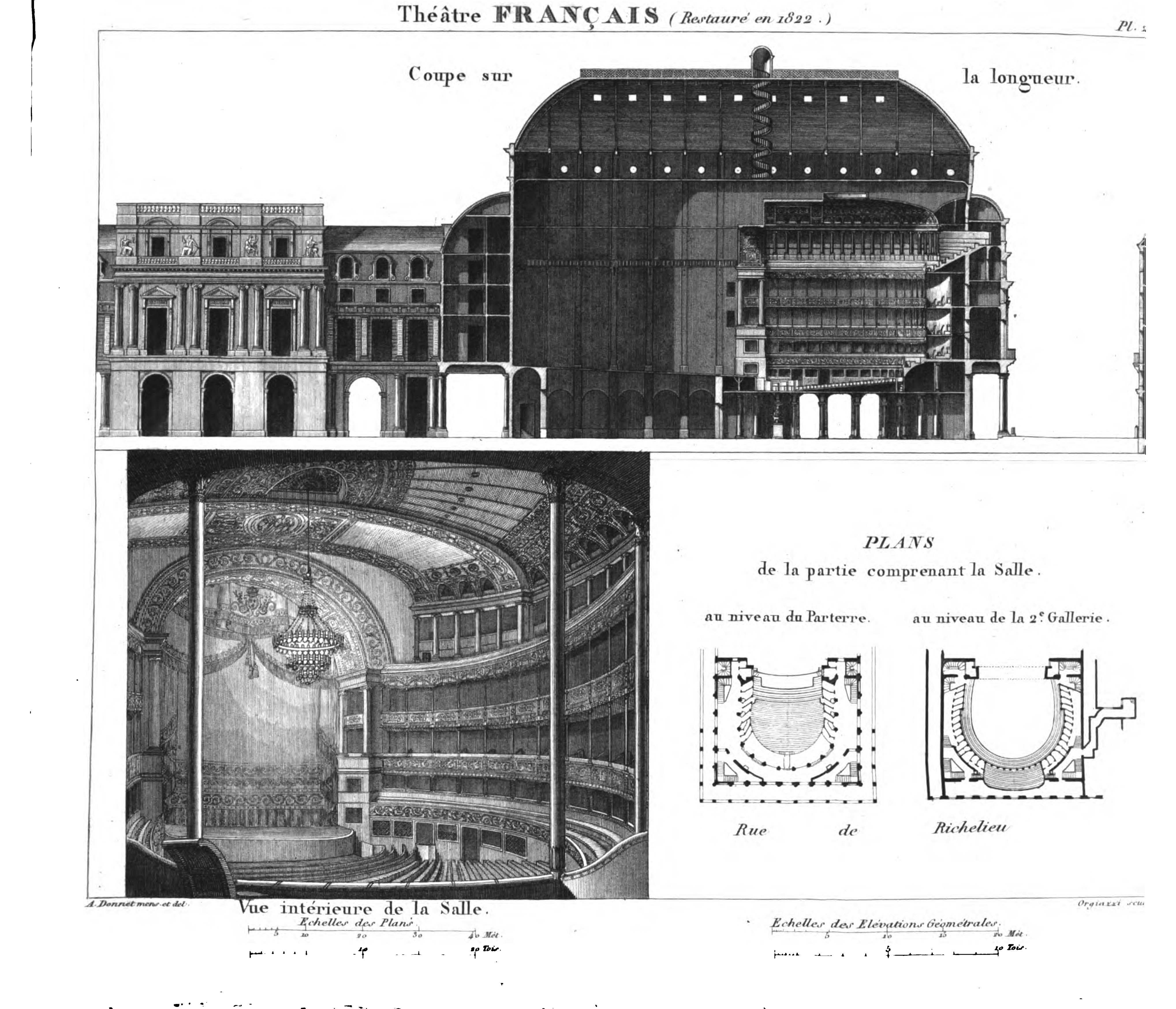
1822年皮埃尔·方丹改建后